# William Richert
William John Richert (Florida, 1942 – Portland, 19 luglio 2022) è stato un regista e attore statunitense, noto soprattutto per aver scritto la sceneggiatura del film Legge e disordine e aver diretto e scritto Le ragazze di Jimmy.
Come attore è noto per aver interpretato il ruolo di Bob Pigeon nel film di Gus Van Sant Belli e dannati del 1991 e quello di Harry Bono ne Il cliente di Joel Schumacher del 1994, oltre che essere apparso in serie TV come Angeli volanti, Marshal e Millennium. In totale ha diretto sei pellicole e recitato in diciassette.